# Das Beben (2004)
Das Beben (DVD-Titel: Faultline – Wenn die Erde bebt) ist ein Katastrophenfilm, der 2004 unter der Regie von Rex Piano in den USA entstand.

## Handlung
Der Film spielt auf Pajero Island, einer Insel vor der Küste Floridas. Der Student Greg registriert dort seismische Aktivitäten und entdeckt, dass sich unter der Insel ein massives Erdbeben ankündigt. Professor Anthony McAllister will sofort seine Frau Lynn warnen, die als Architektin im neuen Resort arbeitet. Da bricht das Beben los und verwüstet die ganze Insel. Im Keller des Rohbaus eingeschlossen müssen Lynn und drei weitere Akteure einen Ausweg suchen. Aufgrund von Nachbeben kommt es immer wieder zu lebensgefährlichen Situationen. Sie beschließen, den Versorgungstunnel in Richtung einer brennenden Chemiefabrik zu betreten. Dort versucht Lynns Vater, der Sherriff ist, vergebens die Ventile zu schließen. Schließlich schafft es Lynns Ehemann Anthony, die Ventile zu schließen und den Sherriff zu retten. In letzter Sekunde schaffen sie die Flucht aus dem explodierenden Gebäude.

## Kritiken
Die Zeitschrift TV Spielfilm 7/2008 bezeichnete den Film als eine „typische Ein-Euro-DVD vom Grabbeltisch“. Es sei „erschütternd, wie schlecht Drehbuch, Darsteller und Tricks daherkommen“.